# ドナルドのみつばち
『ドナルドのみつばち』または『がんばれ!みつばち』（原題：Honey Harvester）は、ウォルト・ディズニー・プロダクション（現：ウォルト・ディズニー・カンパニー）が製作した1949年8月5日公開のアニメーション短編映画作品。ドナルドダック・シリーズの第86作。

## あらすじ
ミツバチは誰にも気づかれないように蜂蜜を集めていた。ちょうど水やりにやってきたドナルドがこのハチを見つけ、近くに巣があることに感づき、蜂蜜を頂きに後をつけるのであった。 

## スタッフ
- 製作：ウォルト・ディズニー
- 監督：ジャック・ハンナ
- 脚本：ビル・バーグ、ニック・ジョージ
- 音楽：オリバー・ウォレス
- 美術：エール・グレイシー
- 背景：
- 原画：ボブ・チャールソン、ヴォルス・ジョーンズ、ジャッジ・ウィテカー

## キャスト
| キャラクター   | 原語版               | 旧吹き替え版 | 新吹き替え版 |
| -------------- | -------------------- | ------------ | ------------ |
| ドナルドダック | クラレンス・ナッシュ | 関時男       | 山寺宏一     |
| ミツバチ       | -                    | ?            | -            |
| ナレーター     | -                    | 土井美加     | -            |

## 日本での公開

### 1977年上映
『ミッキーマウスとドナルドダック（Ⅱ）』においては、『がんばれ!みつばち』として、1977年3月19日より4月1日迄公開の「ディズニー名作オンパレード」で公開。
- 『脱線あしか騒動』
- 『クマのプーさん』
- 『まぼろしの怪獣ネッシー』
- ミッキーマウスとドナルドダック（Ⅱ）
  - 『子りすのどんぐり合戦』
  - 『プルートと小鳥の坊や』
  - 『ドナルドのずっこけゴルフ』
  - 『つむじ風の親子』

## 収録
- 『ドナルドダック・クロニクル Vol.3 限定保存版』（DVD、ブエナ ビスタ ホーム エンターテイメント、新吹き替え版）